# 亭子坝镇
亭子坝镇，是中华人民共和国贵州省铜仁市思南县下辖的一个乡镇级行政单位。
2013年6月24日，贵州省人民政府批复同意撤销亭子坝土家族苗族乡建制，设置亭子坝镇，镇人民政府驻亭子坝社区。

## 行政区划
亭子坝镇下辖以下地区：
亭子坝社区、红丰村、香林村、龙门桠村、青龙村、幸福村、大河边村、冉家堰村、冉司都村、盆峰村和新江村。